# Хасон, Йоэль
Йоэль Хасон (ивр. יואל חסון‎; род. 2 апреля 1973 года, Тель-Авив, Израиль) — израильский политик, депутат кнессета (17, 18—20 созывы) от партий «Ликуд», «Кадима» и «Ха-Тнуа», вице-Председатель кнессета 20-го созыва.

## Биография
Йоэль Хасон родился в 1973 году, в Тель-Авиве, Израиль. Получил степень бакалавра в области управления и государственной политики в междисциплинарном центре Герцлии. Проходил службу в Армии обороны Израиля, вышел в отставку в звании сержанта.
Вступил в молодёжное движения «Бейтар», был главой его израильского руководства (1998—2001). Работал председателем комитета молодёжных движений Израиля (2001—2003). В 2001—2005 годах занимал пост советника премьер-министра Израиля по обращениям населения. Являлся председателем молодёжного крыла партии «Ликуд».
В 2006 году был впервые избран в кнессет (17 созыв), работал в комиссии по борьбе с наркотиками, комиссии по экономике, комиссии кнессета, финансовой комиссии и комиссии по образованию, культуре и спорту.
Перед выборами в кнессет 18-го созыва занял 11-е место в партийном списке «Кадимы», прошёл в кнессет, так как партия получила 28 мандатов. Вошёл в состав комиссии Кнессета, комиссии по экономике и подкомиссии по вопросу безопасности, внешних отношений и международных торговых отношений. Первоначально занимал пост председателя комиссии по вопросам государственного контроля, а позже уступил эту должность Рони Бар-Ону.
Хасон холост, живёт в Тель-Авиве, владеет ивритом и английским языком.